# Вільгельм Отто
Вільгельм Отто (нім. Wilhelm Otto; 26 жовтня 1888, Яцнік — 31 січня 1950) — німецький військовий ветеринар, доктор ветеринарії, генерал-майор ветеринарної служби вермахту (1 вересня 1941).

## Біографія
Учасник Першої світової війни. Після демобілізації армії залишений в рейхсвері. Під час Другої світової війни служив головним ветеринаром 20-го військового округу.

## Нагороди
- Медаль «За вислугу років» (Пруссія) 3-го класу (9 років; 1911)
- Залізний хрест 2-го і 1-го класу
- Орден Фрідріха (Вюртемберг), лицарський хрест 1-го класу з мечами
- Ганзейський хрест (Гамбург)
- Почесний хрест ветерана війни з мечами (1934)
- Медаль «За вислугу років у Вермахті» 4-го, 3-го, 2-го і 1-го класу (25 років)
- Хрест Воєнних заслуг 2-го і 1-го класу з мечами